# Прапор Ходорова
Пра́пор Ходорова — прапор міста Ходорів у Львівській області, один з його офіційних символів. Затверджений рішенням сесії Ходорівської міської ради 12 серпня 1994 року.
Автори проекту прапора  — А. Гречило, І. Сварник та О. Гнатів.

## Опис
Квадратне полотнище полотнище, що складається з трьох горизонтальних смуг — синьої, жовтої та синьої (співвідношення їхніх ширин рівне 1:3:1), у центрі жовтої — синій круг діаметром у 2/5 сторони прапора з жовтою літерою «Х».

## Зміст
Синій колір та означає багатство водними ресурсами, разом із літерою вказує на давню назву поселення «Ходорів-став». Жовтий колір є символом щедрості та добробуту.